# Nick Birks
Nick Birks (eigentlich Nicholas Napier Birks; * 4. Juni 1938) ist ein ehemaliger australischer Speerwerfer.
Bei den British Empire and Commonwealth Games wurde er 1958 in Cardiff Neunter. 1962 in Perth gewann er Bronze und 1966 in Kingston Silber.
Neunmal wurde er Australischer Meister im Speerwurf (1958–1961, 1963–1966, 1974) und dreimal im Zehnkampf (1961, 1962, 1964). Seine persönliche Bestleistung im Speerwurf von 81,01 m stellte er am 24. Februar 1962 in Adelaide auf.